# Malayotyphlops ruber
Malayotyphlops ruber — вид змій родини сліпунів (Typhlopidae). Ендемік Філіппін.

## Поширення і екологія
Malayotyphlops ruber широко поширені на Філіппінах. Вони живуть у первинних і вторинних вологих тропічних лісах, трапляються на порослих деревами луках, на плантаціях та в садах.